# ناديا كومانتشي
ناديا كومانيتشي (بالرومانية: Nadia Comăneci) لاعبة أولمبية سابقة لرياضة الجمباز من رومانيا. شاركت في الأولمبياد الصيفي في دورتي 1976 بمونتريال و 1980 بموسكو، وفازت بما مجموعه 9 ميداليات، اشتهرت ناديا بأنها الوحيدة التي حصلت على الدرجة الكاملة (10/10) في تاريخ رياضة الجمباز.

## الأوسمة والجوائز
- جائزة يونايتد برس الدولية لأفضل رياضي لهذا العام 1975 و 1976.[6]

## الميداليات
| ذهب | فضة | برونز | المجموع |
| 5   | 3   | 1     | 9       |

## روابط خارجية
- ناديا كومانتشي على موقع IMDb (الإنجليزية)
- ناديا كومانتشي على موقع الموسوعة البريطانية (الإنجليزية)
- ناديا كومانتشي على موقع إن إن دي بي (الإنجليزية)
- ناديا كومانتشي على موقع قاعدة بيانات الفيلم (الإنجليزية)
- ناديا كومانتشي على موقع الاتحاد الدولي للجمباز (licence) (الإنجليزية)
- ناديا كومانتشي على موقع الاتحاد الدولي للجمباز (biography) (الإنجليزية)
- ناديا كومانتشي على موقع اللجنة الأولمبية الدولية (الإنجليزية)
- ناديا كومانتشي على موقع أوليمبيديا (الإنجليزية)
- ناديا كومانتشي على موقع اللجنة الأولمبية الرومانية (الرومانية)